# Brendan Robinson
Brendan Robinson (Portland, Oregón, Estados Unidos, 1 de marzo de 1990) es un actor estadounidense conocido por interpretar a Lucas Gottesman en la serie de, Pretty Little Liars.

## Carrera
Empezó a aparecer en la serie web "Campus Daze", la cual también coprodujo. Además, ha sido la estrella invitada en la serie "Miss Behave", en la cual aparece en tres episodios, y en "Cold Case", donde aparece uno. 
A principios de 2010, Brendan hizo una audición para el papel de Mike en Pretty Little Liars, pero no consiguió el papel. Más tarde se unió al elenco interpretando a Lucas Gottesman, un miembro del anuario que se hace amigo de Hanna.
En 2011, el showrunner de Pretty Little Liars confirmó que el personaje de Lucas seguirá en la vida de Hanna. De acuerdo con TV Line.com, Brendan aparecerá como un personaje regular en la segunda temporada.

## Filmografía

### Series de televisión
| Año         | Título                | Papel           | Notas        |
| ----------- | --------------------- | --------------- | ------------ |
| 2010 — 2017 | Pretty Little Liars   | Lucas Gottesman | 34 episodios |
| 2010        | Miss Behave           | Jordan          | 3 episodios  |
| 2010        | Cold Case             | Evan Mazer      | 1 episodio   |
| 2011        | Good Luck Charlie     | Karl            | 2 episodios  |
| 2012        | Pretty Dirty Secrets  | Lucas           | 2 episodios  |
| 2012        | How I met your mother | Ned             | 1 episodio   |
| 2012        | Weeds                 | Gordon          | 2 episodios  |
| 2012        | Youth Pastor Kevin    | Blake           | 4 episodios  |
| 2014        | Review                | El Interno      | 1 episodio   |
| 2015        | Bones                 | Shane Gentry    | 1 episodio   |

### Películas
| Año  | Película                | Papel        |
| ---- | ----------------------- | ------------ |
| 2008 | Campus Daze             | Robin        |
| 2009 | The Afterparty          | Andy         |
| 2010 | Rid of me               | Hombre joven |
| 2010 | The River Why           | Kernie       |
| 2012 | The Do-Deca Pentathalon | Joven Mark   |
| 2013 | Feels So Good           | Allan        |